# Interloop
Interloop är ett musikalbum av Jojje Wadenius Band, utgivet 2004 av Bonnier Amigo Music Group. På skivan medverkar Magnus Lindgren och den producerades av Johan Norberg, som även var med och skrev en del av låtarna.

## Låtlista
1. "Cab Call" (Wadenius, Lindgren, Jonsson, Holgersson, Norberg) – 1:22
2. "5-9" (Wadenius, Lindgren, Jonsson, Holgersson) – 3:50
3. "Real" (Wadenius, Lindgren, Jonsson, Holgersson) – 3:41
4. "Pontiac" (Lindgren) – 6:54
5. "Cigarette Sounds" (Lindgren) – 4:36
6. "Mr. Sippi" (Wadenius, Lindgren, Jonsson) – 4:46
7. "River Nile" (Wadenius, Lindgren, Jonsson, Holgersson) – 5:25
8. "Stalon" (Wadenius, Lindgren, Jonsson, Holgersson, Norberg) – 2:27
9. "Joe Cool" (Mounsey) – 7:34
10. "Interloop" (Wadenius, Lindgren, Jonsson, Holgersson, Norberg) – 1:57
11. "Apartment #0145" (Byström) – 6:45
12. "Kitchen Jam" (Wadenius, Lindgren, Jonsson, Holgersson, Norberg) – 1:56

## Medverkande
- Jojje Wadenius — gitarr, scatsång
- Magnus Lindgren — tenorsaxofon, flöjt, altflöjt, basflöjt, klarinett, basklarinett, Rhodes
- Fredrik Jonsson — kontrabas
- Jonas Holgersson — trummor